# Liebowitz Social Anxiety Scale
Die Liebowitz Social Anxiety Scale (LSAS) ist ein Fragebogen zur Beurteilung des Schweregrades einer sozialen Phobie. Die englischsprachige Fassung stammt von Liebowitz aus dem Jahr 1987 und die deutsche Übersetzung von Stangier und Heidenreich aus dem Jahr 2005. In 24 Fragen soll eingeschätzt werden, wie stark versucht wird, die jeweils beschriebene Situation zu vermeiden. Der Fragebogen wurde mit dem Ziel entwickelt, eine besonders große Bandbreite von Situationen abzudecken. Die Einschätzung erfolgt auf einer Skala zwischen 0 und 3. Trotz fraglicher Augenscheinvalidität werden die Antworten so zusammengefasst, dass zwischen Leistungssituationen und Interaktionssituationen unterschieden werden. Dementsprechend lassen sich 5 Werte bilden:
- Angst vor Leistungssituationen
- Vermeidung von Leistungssituationen
- Angst vor Interaktionssituationen
- Vermeidung von Interaktionssituationen
- Gesamtwert

Kritisch sei auch, dass die Subskalen Angst und Vermeidung recht hoch miteinander korrelieren. Somit lässt vor allem der Gesamtwert interpretieren. Der Fragebogen lasse sich gut zur Therapieplanung einsetzen. Die S3-Leitlinie für Angststörungen empfiehlt den Fragebogen zur Schweregradbestimmung von sozialer Phobien. Der Fragebogen ist zur Fremdbeurteilung gedacht. Dennoch wird der Fragebogen zunehmend auch als Selbstbeurteilung eingesetzt, wobei sich gezeigt hätte, dass Fremd- und Selbstbeurteilung recht gut übereinstimmen. Die benötigte Zeit zur Fremdbeurteilung wird auf 30 Minuten geschätzt, weshalb die Selbstbeurteilung eine erhebliche Zeitersparnis darstellt.